# Włodzimierz Radwaniecki
Włodzimierz Radwaniecki "Radwan" (ur. w 1964 r. w Olsztynie) – polski żeglarz i bojerowiec. Wielokrotny medalista Mistrzostw Polski w żeglarstwie. Absolwent wydziału Trenerskiego  Akademii Wychowania Fizycznego w Gdańsku na kierunku żeglarstwo. Mistrz Polski w klasie Finn w 1991 r. W latach 1978–1985 członek MKSW Olsztyn (późniejsza Juvenia). 1985-1991 członek Jachtklubu Stoczni Gdańskiej im. Lenina. W latach 1987–1992 członek Kadry Narodowej w klasie Finn. Od 2003 r. reprezentował barwy Apotex Sailing Team w klasie Omega, później Skippi 650. Członek elitarnego Klubu Repów Żeglarskich. Obecnie trener w Sopockim Klubie Żeglarskim. 

## Najlepsze wyniki
- Wicemistrzostwo Polski Juniorów - klasa DN 1985
- Wicemistrzostwo Finlandii Seniorów  - klasa Finn 1988
- Wicemistrzostwo Polski Seniorów - klasa Finn 1988
- Mistrzostwo Polski Seniorów - klasa Finn 1991
- Wicemistrzostwo Polski Seniorów - klasa Omega 2002, 2004
- Meczowe Mistrzostwo Polski Seniorów - klasa Omega -2005
- III miejsce  Puchar Europy Skippi 650 Orvaldi Euro Cup 2008
- I Miejsce Senat Price Berlin 2008 klasa Skippi 650
- II miejsce Puchar Polski Skippi 650 2009
- I Miejsce w Pucharze Polski kl Finn  Masters 2013
- II miejsce w Mistrzostwach Polski Masters 2014
- I Miejsce w Mistrzostwach Polski Masters kl. Finn 2015
- I Miejsce w Międzynarodowych Mistrzostwach Polski w klasie "2020"  2021